# Lipie (Kępno)
Pour les articles homonymes, voir Lipie.
Lipie est une localité polonaise de la gmina de Łęka Opatowska, située dans le powiat de Kępno en voïvodie de Grande-Pologne.